# Tintoretto
Tintoretto, Jacopo Robusti kaldet Il Tintoretto og for hans fænomenale energi i maleriet blev han kaldt Il Furioso (født 1518 i Venedig, død 31. maj 1594 smst.) var en venetiansk maler, søn af en farver (deraf hans tilnavn Tintoretto dvs. den lille farver), var kort tid elev af Tizian og uddannedes dels under dennes indflydelse, dels ved studiet af Michelangelos kunst.
På sin ateliervæg havde Tintoretto skrevet, at han ville forbinde Michelangelos tegning med Tizians kolorit, og med sit glimrende talent og en uhyre energi søgte han at løse det i virkeligheden uløselige program: at forene Michelangelos plastiske syn på formen med den venetianske kolorisme. Men dette, at i hans kunst de forskellige påvirkninger ikke er støbte sammen til et fast kunstnerisk hele, i forbindelse med indtrykket af, at hans arbejder (i hvert fald altid de senere) er kastede på lærredet efter den første ildfulde indskydelse, uden at denne altid er kunstnerisk afklaret, samt endelig også det, at udførelsen har hastværkspræget, — dette bevirker, at Tintoretto trods alle sine glimrende evner næppe fortjener den plads blandt de allerstørste kunstnere, som den nyere kritik, af Tintoretto var tilbøjelig til at indrømme ham, og som også ofte tilkendes ham i nyeste tid, fordi hans spirituelle kunst med dens fortrinlige og vovede løsning af rumproblem og perspektiv i forhold til figurerne (diagonal dybdevirkning) og af lysvirkninger som stemningsfaktorer for billedets indhold og komposition og med dens typiske barokstilsformer slår på strenge og melodier, som netop er oppe i tiden. Tintorettos kunst blev i hvert fald en gennembrudskunst, der fører renæssancen over mod barokkens udtryksformer, med uroligt stormende bevægelser (indtil det eksalterede) og skarp modsætning mellem uhyggelig dystre og lysgrelle farvetoner tolker en ny tids (modreformationens) tros- og følelsesliv og skaber ny ideer og ny skikkelser. Bedst er Tintoretto måske i sine portrætter, enkle og monumentale; med en energisk opfattelse af karakteren forener han en mesterlig modellering af formen og en gedigen gennemførelse. Her skal nævnes de fortræffelige dogeportrætter af Alvise I Mocenigo (i Akademiet i Venedig) og Nicolò da Ponte (i Galleriet i Wien); sidstnævnte sted findes en række fremragende portrætter, hvoriblandt det mesterlige dobbeltportræt af den gamle mand og en dreng, endvidere i Dogepaladset i Venedig, i Florens (Pitti og Uffizi). Selvportræt), i Louvre (selvportræt), mandsportræt (Kunstmuseet i København), et andet udmærket mandsportræt i Gaunø-Samlingen (af nogle dog tilskrevet Jacopo Bassano) og andre steder. Skal man derefter gøre et udvalg af Tintorettos øvrige kunst, er det nødvendigt at indskrænke sig til den knappeste oversigt, thi hans produktion er umådelig; som han har udført nogle af verdens største billeder (Paradiset i Dogepaladset ca. 250 m2), således har han sikkert også "rekord" på antallet af værker; man har beregnet, at han har malet omtrent 10 gange så meget som Tizian, hvis levetid dog var ca. 25 år mere end Tintorettos. Der kan om disse hans historiske, religiøse og mytologiske billeder i al korthed siges, at de tidligste gennemgående er de mest »venetianske«, idet kunstneren her særlig har lagt vægt på den maleriske side, medens de senere arbejder især er karakteriserede ved den naturalistiske formbehandling, og først og fremmest ved kompositionernes højtspændte dramatiske fart og flugt, der til tider kan slå over i en vildskab, så figurerne i hans billeder gør indtryk af at fejes rundt som blade i en hvirvelstorm.
Tintorettos søn Domenico Robusti (1562—1637) og datter Marietta Robusti (ca. 1560—90) dyrkede malerkunsten. Den første har dels arbejdet sammen med sin far ved de store arbejder i Scuola di San Rocco og i Dogepaladset, dels udført selvstændige værker, såvel sidstnævnte sted som i Scuola Grande di San Marco. Udmærkede portrætter af ham findes bl.a. i Wien.

## Galleri
- Den hellige Markus befrier en slave, 1548
- Christus vasker disciplenes fødder, 1548-1549
- Korsfæstelsen, 1565
- Mælkevejens Oprindelse, ca. 1575
- Paradis, efter 1588
- Selvportræt, 1588
- Den sidste nadver, 1594

Her skal fremhæves af hans hovedværker med religiøse emner: »Den hellige Markus befrier en Slave« (1548, Akad. Venedig) — et hovedværk, med dramatisk komposition og gengivelse af det øjeblikkelige liv og med pragtfuld kolorit af Tizian’sk klang —, »Markus redder en Sarazener fra Skibbrud« og »Markus’ Lig føres fra Alexandria« (begge i Pal. reale i Venedig), »Brylluppet i Kana« (Santa Maria Salute i Venedig — Skitsen hertil i Kunstmuseet i København), Kristi lidelseshistorie, og heraf særlig korsfæstelsen, hans hovedværk blandt 56 til dels kolossale billeder (1560 ff.) i Scuola di S. Rocco, andre korsfæstelsesscener i Akademiet og i S. Maria del Rosario, det skønne »Den hellige Agnes’ Under« (Santa Maria dell’ Orto), »Kristi Gravlæggelse« i San Giorgio og i Akademiet (Venedig) og i Brera (Milano, her også det mystisk virkende »Den hellige Markus’ Lig findes«), »Hyrdernes Tilbedelse« (Escorial), »Horkvinden« (Prado-Museet i Madrid); i Thiel’ske Galleri i Sthlm ses bl.a. »Gravlæggelsen«. Hertil kommer foruden de omfattende billedrækker af bibelske scener i Scuola di S. Rocco talrige helgenfremstillinger (bl.a. i Dogepaladset), mægtige fremstillinger i Santa Maria dell’Orto i Venedig (»Tilbedelsen af den gyldne Kalv« og »Dommedag«) og mange andre historiske og historisk-allegoriske billeder med forherligelse og tilbedelse af »Venezia« og fremstillinger af republikkens sejre til lands og til vands findes i de forskellige pragtsale i Dogepaladset (flere af Tintorettos store malerier i Dogepaladset, som »Slaget ved Lepanto«, brændte 1577), hvor Tintoretto tillige — som anført — kort tid før sin død har udført sit i format mægtigste værk »Paradiset« (i Sala del gran Consiglio). Endnu står tilbage at nævne enkelte af hans talrige mytologiske billeder: de skønne Bacchus, Ariadne og Venus, Merkur og gratierne, samt »Vulkans Smedje« (Dogepaladset, Venedig), »Mælkevejen« (London) og »Diana og Horaerne« (Berlin).